# Microbiota humana

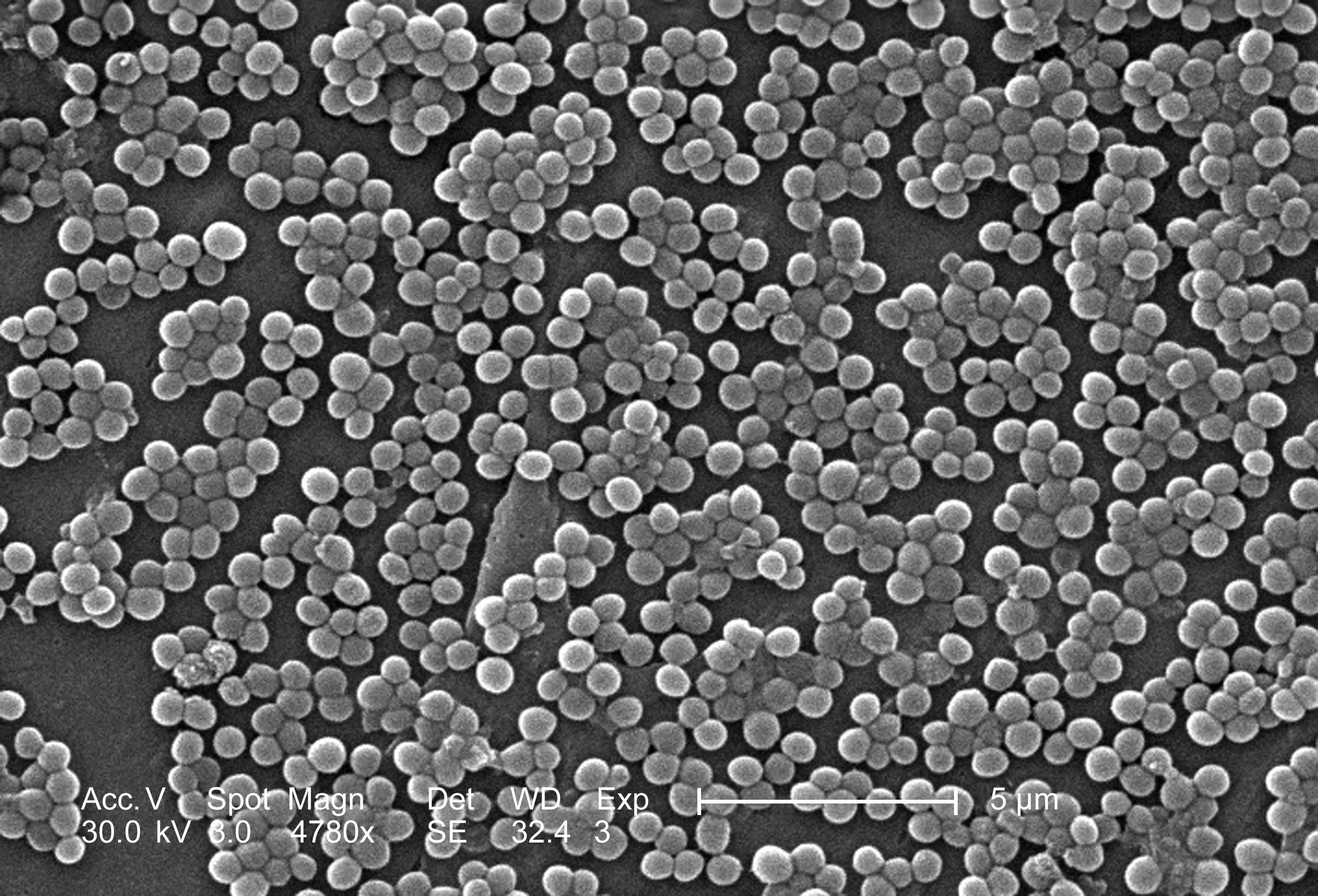
Micrografía de barrido que muestra Staphylococcus aureus.

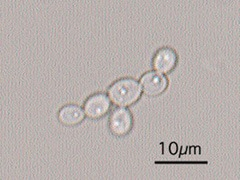
Candida albicans, una levadura parte de la microbiota normal.

La microbiota normal o microbioma es el conjunto de microorganismos que se localizan de manera normal en distintos sitios de los cuerpos de los seres vivos pluricelulares, tales como el cuerpo humano. Esta microbiota normal está en relación simbiótica mutualista con el hospedador, ya que también se obtienen ventajas de ellos tanto como ellos la obtienen del individuo; estos ayudan en la digestión del alimento, producen vitaminas y protegen contra la colonización de otros microorganismos que pueden ser patógenos, lo cual es llamado antagonismo microbiano.
En el cuerpo humano viven aproximadamente 100 billones de microorganismos, los cuales se benefician de nosotros y nosotros de ellos. A pesar de tener más bacterias que células propias, el microbioma solo son 200 gramos aproximadamente de toda la masa del cuerpo humano. Existe la creencia que todas las bacterias son malignas, pero una gran parte realizan funciones vitales como la intervención en la expresión de genes y prevención de enfermedades; es por eso que el microbioma también ha sido llamado "órgano perdido" o "genoma extendido".

## Microbiota normal humana
En particular, el equilibrio entre las comunidades microbianas que conforman la microbiota del tracto gastrointestinal y de la vagina es de vital importancia para la salud del ser humano. Hay pocos parámetros fisiológicos e inmunológicos que no están profundamente afectados por la presencia y naturaleza de la microbiota normal del cuerpo, siendo la resistencia del huésped a las infecciones uno de los factores más prominentes.

## Concepto

Crecimiento de Escherichia coli.

El término "flora" es erróneo, ya se ha establecido que las bacterias y otros microorganismos no son plantas; sin embargo, se usa para definir a los habitantes microscópicos en el humano. El término microbiota hace referencia a la comunidad de microorganismos vivos residentes en un nicho ecológico determinado; conformando ecosistemas microbianos. Los más comunes son los Staphylococcus aureus, Escherichia coli, Candida albicans, algunos de los cuales pueden causar enfermedades en casos especiales, por lo que se les llama patógenos oportunistas. Es de diferenciar que a veces, un microorganismo patógeno está incluido en esta relación, en este caso se refiere al hospedero como portador. eso es el concepto.
La microbiota humana se divide en dos categorías:
- Microbiota autóctona: Engloba a aquellos microorganismos que colonizan al hospedero durante un tiempo prolongado, pueden participar en las funciones fisiológicas y han evolucionado junto a la especie
- Microbiota alóctona: Que incluye a los microorganismos que se pueden encontrar en cualquier hábitat y en cualquier sistema, normalmente no contribuyen a la fisiología del hospedero y están presentes de forma transitoria o latente.

Así mismo, también se les clasifica por el tiempo de estancia en el hospedero siendo:
- Microbiota latente: Que son los microorganismos que preserva el hospedero durante casi toda la vida, no presentan fluctuaciones mayores en su población y suelen tener actividad simbiótica con el hospedero.
- Microbiota transitoria: Es aquella que presenta fluctuaciones continuas en su población y suele no ser indispensable para la supervivencia del hospedero. Entre los cambios que afectan la colonización por estos microorganismos se encuentran: el cambio de hábitat, la edad, la estación del año, el uso de antibióticos, etc.

## Composición de la microbiota
En un animal sano, los tejidos internos, por ejemplo, sangre, cerebro, etc; normalmente están libres de microorganismos. Sin embargo, los tejidos superficiales (piel y las membranas mucosas) están constantemente en contacto con organismos del medio ambiente y son fácilmente colonizados por especies de microbios diferentes. La microbiota normal está constituida por una multitud de bacterias, hongos, protozoarios y otros microbios, tan solo la microbiota intestinal humana constituye un complejo ecosistema integrado por más de 400 especies bacterianas. Asimismo, se localiza en ambientes específicos en el humano como son: piel, orofaringe, tracto gastrointestinal y genitourinario, entre otros. La población de microorganismos que convive en contacto directo con el hombre excede al número de células corporales del ser humano en una relación de 10:1 (por cada célula humana hay 10 microbios) Tomando en cuenta que el cuerpo humano se compone de aproximadamente 1013 el organismo humano lleva consigo a 1014 células no propias. En el intestino grueso de mamíferos, que es donde reside la mayor parte de esta microbiota, la cifra de microorganismos se eleva a 1012-1014 (equivalente aproximadamente a 1-1,5 kg en peso), incluso superior a la encontrada muchas veces en el suelo, subsuelo y los océanos. En 2008, el número total de especies bacterianas, del tracto gastrointestinal fue extendido a 40 000
| Bacteria | Piel | Conjuntiva | Nariz | Faringe | Boca | Gastrointestinal | Uretra ant. | Vagina |
| --- | ---- | ---------- | ----- | ------- | ---- | ---------------- | ----------- | ------ |
| Staphylococcus epidermidis                                                                                      | ++   | +          | ++    | ++      | ++   | +                | ++          | ++     |
| Staphylococcus aureus*                                                                                          | +    | +/-        | +     | +       | +    | ++               | +/-         | +      |
| Streptococcus mitis                                                                                             |      |            |       | +       | ++   | +/-              | +           | +      |
| Streptococcus salivarius                                                                                        |      |            |       | ++      | ++   |                  |             |        |
| Streptococcus mutans*                                                                                           |      |            |       | +       | ++   |                  |             |        |
| Enterococcus faecalis*                                                                                          |      |            |       | +/-     | +    | ++               | +           | +      |
| Streptococcus pneumoniae*                                                                                       |      | +/-        | +/-   | +       | +    |                  |             | +/-    |
| Streptococcus pyogenes*                                                                                         | +/-  | +/-        |       | +       | +    | +/-              |             | +/-    |
| Neisseria sp.                                                                                                   |      | +          | +     | ++      | +    |                  | +           | +      |
| Neisseria meningitidis*                                                                                         |      |            | +     | ++      | +    |                  |             | +      |
| Enterobacteriaceae* (E coli principalmente)                                                                     |      | +/-        | +/-   | +/-     | +    | ++               | +           | +      |
| Proteus sp. |      | +/-        | +     | +       | +    | +                | +           | +      |
| Pseudomonas aeruginosa*                                                                                         |      |            |       | +/-     | +/-  |                  | +/-         |        |
| Haemophilus influenzae*                                                                                         |      | +/-        | +     | +       | +    |                  |             |        |
| Bacteroides sp.*                                                                                                |      |            |       |         |      | ++               | +           | +/-    |
| Bifidobacterium bifidum                                                                                         |      |            |       |         |      | ++               |             |        |
| Lactobacillus sp.                                                                                               |      |            |       | +       | ++   | ++               |             | ++     |
| Clostridium sp.*                                                                                                |      |            |       |         | +/-  | ++               |             |        |
| Clostridium tetani                                                                                              |      |            |       |         |      | +/-              |             |        |
| Corynebacterineae                                                                                               | ++   | +          | ++    | +       | +    | +                | +           | +      |
| Mycobacterium                                                                                                   | +    |            | +/-   | +/-     |      | +                | +           |        |
| Actinomycetaceae                                                                                                |      |            |       | +       | +    |                  |             |        |
| Spirochaetes |      |            |       | +       | ++   | ++               |             |        |
| Mycoplasmatales                                                                                                 |      |            |       | +       | +    | +                | +/-         | +      |
| Abreviaturas: sp. (significa cualquier especie del género) ++: Muy común. +=Común +/-=Raro *=Patógeno potencial |      |            |       |         |      |                  |             |        |

## Origen de la microbiota normal
El feto es estéril hasta que rompe la membrana en la que se encuentra. En su salida el bebé es expuesto a la flora normal del tracto genital de la madre (en este momento también es posible la infección de ciertas enfermedades de transmisión madre-hijo), junto a las bacterias en el ambiente, incluso a las incluidas en la respiración que pueda poner cualquier persona cerca del bebé. Con los días, la flora empieza a esparcirse según su exposición a organismos, ya que no hay competidores, el infante está expuesto a un alto rango de organismos, y los que mejor se adapten a cada sitio, serán los predominantes. Así por ejemplo, los cocos grampositivos aerobios prefieren la piel y los coliformes el intestino.
Mientras el feto humano se desarrolla en un ambiente estéril, el neonato se ve expuesto a microorganismos del medio ambiente y el tracto genital de su madre, en este momento también es posible la infección de ciertas enfermedades de transmisión madre-hijo, se han reportado contagios del virus del papiloma humano de esta manera. Lo primero que se coloniza es la piel del recién nacido, seguida de la bucofaringe, el aparato digestivo y otras mucosas. Las bacterias que comienzan a colonizar el tracto digestivo del lactante son las productoras de ácido láctico provenientes de la leche materna.
No obstante, según su posición en el cuerpo, es la complejidad predecir qué microorganismos habitarán el lugar, ya que algunas partes del cuerpo no son muy afectadas o no son nada afectadas por el medio externo y el estilo de vida. Los menos compleja puede ser la todo lo externo: piel, ojos, oídos, cuero cabelludo, axilas; un nivel intermedio vendrían a ser las fosas nasales, tráquea, laringe, y bronquios. En el nivel más complejo están el tracto gastrointestinal, bucal y vaginal. Al final, lo más probable es que su flora sea la misma que sus padres, personas de su misma edad y cultura. En la mayoría de los casos, después de algunos meses del nacimiento, la representación de especies microbianas en la flora neonatal es muy similar al patrón de colonización en el adulto.

### Microbiota de la leche humana

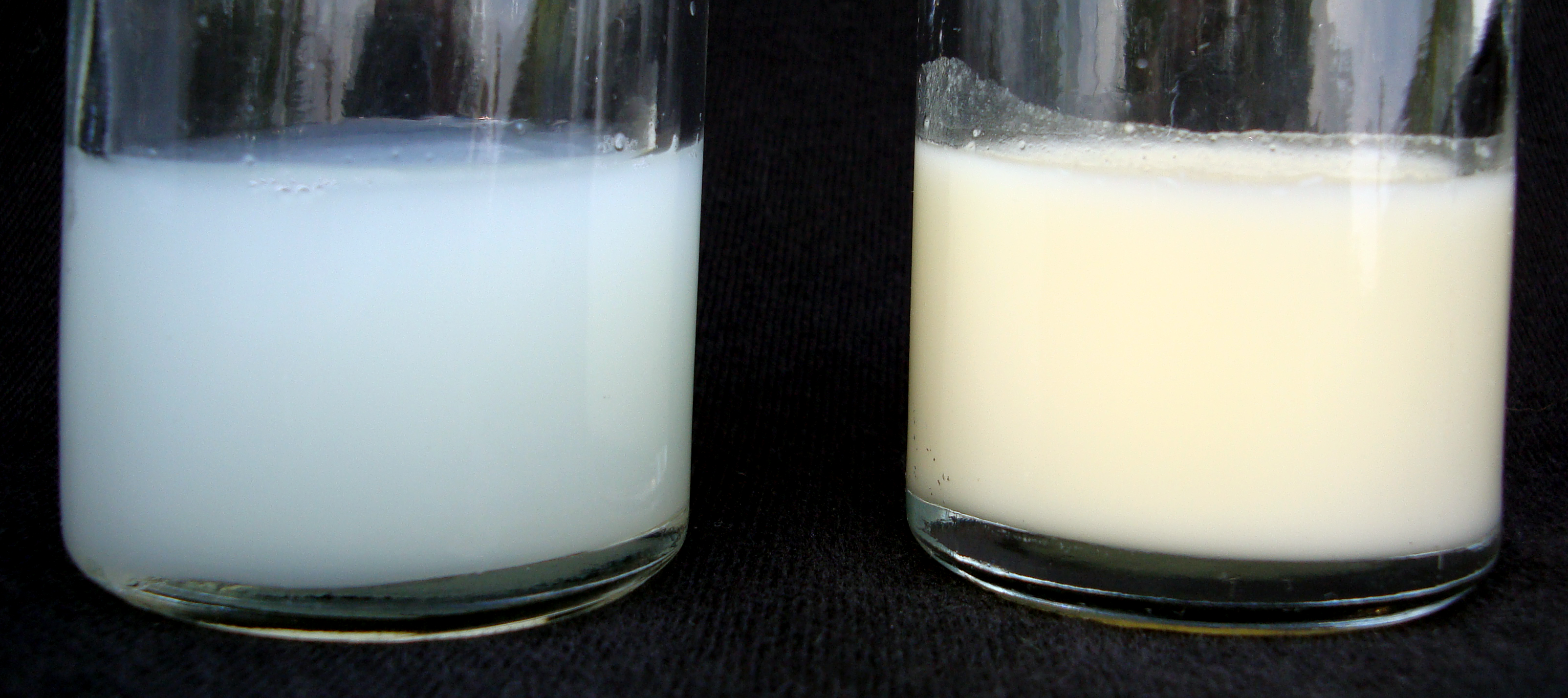
Comparación entre la leche humana. Leche del principio (izq) y leche del final (der).

La leche materna es una fuente importante de bacterias comensales, mutualistas o probióticas para el intestino infantil. Entre las bacterias predominantes destacan diversas especies de estafilococos, estreptococos y lactobacilos. El contenido de microorganismos en la leche materna es muy reducido y eso explica el hecho de que la microbiota intestinal de los lactantes tiene poca diversidad y que esta aumente con el inicio del destete.

### Colonización
La colonización es el proceso mediante el cual los microorganismos se instalan en un determinado sitio,e inicia inmediatamente después del nacimiento. Esta puede ser por un breve periodo de tiempo (horas o días) o de forma permanente. La colonización nunca afecta las funciones normales del organismo hospedero y participan varios factores como el tipo de alimentación recibida y el grado de exposición al medio ambiente.
La colonización tiene a su cargo una especificidad de tejido, las bacterias escogen donde quieren vivir. A la preferencia bacteriana por un sitio determinado se le llama Tropismo tisular. Una explicación para el tropismo tisular es que el hospedero proporciona los nutrientes esenciales y factores de crecimiento para la bacteria, además de oxígeno, potencial de oxidorreducción el pH adecuado y la temperatura para el crecimiento así como ácidos grasos, lisozima, acidez del jugo gástrico/orina para su control y distribución de entre sus microecosistemas. La mayoría de las bacterias pueden colonizar un tejido específico, ya que pueden adherirse al tejido o el sitio de una manera específica que implica interacciones químicas complementarias entre las dos superficies, un efecto conocido como Adherencia específica. Esta involucra interacciones bioquímicas entre los componentes de la superficie bacteriana (ligandos o adhesinas) y receptores de la célula huésped molecular. Los componentes de bacterianos que proporcionan adhesinas son parte molecular de sus cápsulas, fimbrias, o las paredes celulares. Los receptores de las células o tejidos humanos suelen ser moléculas de  glucoproteína se encuentra en la célula huésped o de la superficie del tejido. Algunas bacterias producen biopelículas en la superficie tisular. Estas bacterias producen polímeros que permiten la adherencia de otras bacterias a esta superficie. Un ejemplo de esta es la formación de placa bacteriana
La colonización y el establecimiento de la microbiota normal es un proceso continuo que ocurre durante toda la vida de un individuo sano, de tal manera que la flora de un recién nacido será diferente a la de un adulto o un anciano, esto puede explicarse mediante el cambio en la dieta, hábitos, vida sexual, niveles hormonales, entre otros.

## Función de la microbiota
La microbiota intestinal contribuye al estado de salud del huésped, por sus funciones en nutrición, protección, desarrollo y proliferación celular e inmunomodulación. La velocidad de colonización y el tipo de microorganismo que coloniza tiene una gran repercusión en el desarrollo del sistema inmune, la regulación de la permeabilidad y el mantenimiento del equilibrio intestinal en el recién nacido, así como la determinación de la susceptibilidad a las infecciones microbianas y de la sensibilidad a los antígenos o alérgenos de la dieta.
El tracto gastrointestinal constituye una de las principales zonas de contacto con microorganismos potencialmente nocivos como bacterias y virus así como de toxinas y otros alérgenos y la mucosa forma la primera barrera frente a ellos y desempeña una función primordial en la defensa del organismo frente a estos. Su función protectora depende de los componentes estructurales y funcionales de la mucosa intestinal, del sistema inmune  y de sus interacciones con la microbiota intestinal.
Los patógenos normalmente alteran la permeabilidad intestinal, mientras que las bacterias comensales beneficiosas y los probióticos pueden contribuir al restablecimiento de esta y de las uniones intercelulares, y favorecer la proliferación celular. La síntesis de defensinas y proteasas implicadas en su activación en las células de Paneth son moduladas por la microbiota intestinal y algunas bacterias probióticas.

## Microbiota cutánea
Existe un gran número de microorganismos cutáneos, aunque este ambiente es hostil y no es favorable para la supervivencia de la mayoría de ellos debido a la presencia de enzimas como la psoriasina.
Los organismos que se han encontrado en la piel son en su mayoría bacterias gram positivas, por ejemplo, estafilococos coagulasa-negativos, Staphylococcus aureus, corynebacterium, Propionibacteriaceae. Organismos como Clostridium perfringens, Cándida, Malassezia furfur se pueden hallar en localizaciones húmedas. También es posible encontrar parásitos del tipo Demodex_folliculorum, rodeando los folículos pilosos.
La microbiota varía según las condiciones que implica cada región del cuerpo, de esta forma se pueden dividir en tres grupos:
- La axila, perineo, y entre los dedos del pie
- Mano, cara y torso
- Brazos y piernas

Los primeros, al ser áreas más cerradas, retienen más calor y líquidos corporales. Áreas de este tipo son colonizadas más que todo por bacilos gram negativos que las áreas que son más secas pero no pueden colonizar de manera permanente debido a que no son capaces de sobrevivir a ambientes secos (con excepción de Acinetobacter). La mayoría de los microorganismos viven en el estrato córneo de la piel y en la parte más externa de los folículos del cabello. Sin embargo, hay bacterias que se mantienen en lo más interno de los folículos y no son alcanzados por desinfectantes; estas bacterias son las que vuelven a poblar el área luego de que las de la superficie han sido eliminadas.
Una zona que merece especial atención es el conducto auditivo externo y la oreja, donde se encuentran estafilococos coagulasanegativos y algunos patógenos potenciales como Streptococcus pneumoniae, Pseudomonas aeruginosa y miembros de la familia Enterobacteriae. Esta flora cobra importancia en la ruptura de la membrana timpánica donde estos organismos pueden entrar al oído medio y causar infección.

## Biota intestinal
La microbiota intestinal incluye especies nativas que colonizan permanentemente el tracto gastrointestinal(estómago) y una serie variable de microorganismos vivos que se encuentran transitoriamente en el tubo digestivo. Las bacterias nativas se adquieren al nacer y durante el primer año de vida, mientras que las bacterias en tránsito se adquieren continuamente a través de los alimentos.
En un adulto la microbiota intestinal puede pesar 1,5 kilos por término medio y está constituida por un número de microorganismos que, según autores, se encuentra entre 10 y 100 billones.

## Biota vaginal
La biota bacteriana de la vagina  puede tener un profundo impacto en la salud de las mujeres y sus recién nacidos. La vagina es un ecosistema dinámico que permanentemente regula su equilibrio mediante el estado hormonal de la hospedera y la flora bacteriana presente. Se constituye de especies de Lactobacillus (96%) y bacterias potencialmente patógenas (4% restante), como Staphylococcus aureus, Streptococcus grupo B y Escherichia coli.

## Microbiota oral
Esta es de las biotas más complejas y heterogéneas en el cuerpo, la presencia de piezas dentales lo hacen aún más diferente. La microbiota bucal puede verse alterada con la llegada de diversas bacterias oportunistas. La sucesión bacteriana va incorporando grupos o complejos microbianos y modifica sus características. Se denomina placa bacteriana a la masa de microorganismos que en una compleja organización se adhieren a los dientes integrando colonias denominados biofilm. Desde el punto de vista patogénico, existe un biofilm cariogénico, que al metabolizar los azúcares de la dieta, producen ácidos orgánicos que desmineralizan la superficie dental y se forma la caries. El otro fenotipo de biofilm es caracterizado por microorganismos periodontopatógenos que al sumarse a otros factores de riesgo pueden desarrollar una gingivitis o algún tipo de periodontitis.

## Microbiota ocular
La biota que habita la conjuntiva es en mayoría la misma de la piel. Las lágrimas contienen la enzima lisozima que ayuda a mantener limitado el crecimiento bacterial. La superficie ocular está colonizada por estafilococos coagulasa-negativos y algunos microorganismos asociados a la nasofaringe, como Haemophilus, Neisseria, estreptococos del grupo viridans que llegan a esta zona por la espiración.
Los organismos causales de enfermedades oculares, como conjuntivitis, son Streptococcus pneumoniae, Staphylococcus aureus, Haemophilus influenzae, Neisseria gonorrhoeae, Chlamydia trachomatis, Pseudomonas aeruginosa y Bacillus cereus.

## Microbiota biliar
La microbiota biliar es una microestructura bacteriana normal del tracto biliar que es resistente a los efectos agresivos de la bilis. Las funciones naturales de la microbiota biliar en el cuerpo son mantener el estado inmunológico normal de los colangiocitos y proteger los conductos biliares contra la colonización por microorganismos exógenos que ingresan a través del esfínter de Oddi desde el duodeno. Las alteraciones de la composición normal de la microbiota biliar pueden causar el desarrollo de enfermedades del tracto biliar: colangiopatías.

## Microbiota y envejecimiento
La microbiota intestinal sufre cambios significativos con el envejecimiento, un fenómeno conocido como microenvejecimiento. Estos cambios pueden estar asociados con la aparición de enfermedades crónicas y un deterioro de la calidad de vida. Sin embargo, la microbiota intestinal es altamente adaptable y puede ser modulada a través del estilo de vida y la dieta, lo que la convierte en una herramienta viable para promover un envejecimiento saludable.
Diversos factores influyen en la composición y función de la microbiota intestinal. La dieta es el principal modulador, ya que los patrones dietéticos pueden predecir mejor el estado de salud y el riesgo de enfermedad que los nutrientes o alimentos individuales. 
La actividad física también contribuye a la diversidad y estabilidad de la microbiota intestinal. Además, el uso de fármacos puede tener efectos mediados por la microbiota, lo que resalta su papel en la salud general. Por otro lado, los factores socioeconómicos afectan la calidad de la alimentación y el acceso a recursos de salud, lo que puede influir en su composición.
Existen estrategias para modificar la microbiota y promover un envejecimiento saludable. Se ha demostrado que ciertos probióticos y prebióticos ofrecen beneficios para la salud en las personas mayores. Asimismo, los avances en dietas personalizadas, impulsados por inteligencia artificial y la identificación de biomarcadores, permiten diseñar patrones alimentarios adaptados a cada individuo. Además, la estimación de la edad biológica a través de la microbiota intestinal se está consolidando como una herramienta para predecir trayectorias de envejecimiento y mejorar la calidad de vida.
La microbiota intestinal no solo refleja el proceso de envejecimiento, sino que también representa un factor modificable que puede utilizarse para mejorar la salud en la vejez.

## Probióticos
El uso de probióticos es una alternativa cada vez más empleada para regular y restaurar la microbiota bacteriana normal con fines profilácticos, terapéuticos y/o nutricionales. La OMS y la FAO definen a los probióticos como “microorganismos vivos, no patógenos los cuales administrados en cantidades adecuadas, confieren un beneficio saludable sobre la salud del huésped o su fisiología”. Los lactobacilos constituyen una parte integral de la microecología gastrointestinal y urogenital en humanos y se cree que participan activamente en la regulación de la biota normal. Por lo que la propuesta de aumentar las defensas microbianas comensales del huésped, usando organismos probióticos, tiene consecuencias tan buenas para el intestino como para la vagina.
Al género Bifidobacterium se le atribuye una importante función en el mantenimiento del equilibrio del ecosistema intestinal y el desplazamiento de microorganismos patógenos. Las cepas de este género constituyen el grupo predominante de la microbiota fecal de niños alimentados con leche materna y constituyen a uno de los probióticos más importantes.
Ente las ventajas que se han encontrado a los probióticos se incluyen:
- Adherencia a las células
- Disminución de la adherencia a patógenos (como una forma de micro selección natural)
- Capacidad para formar una flora equilibrada
- Producción de antagonistas de crecimiento de patógenos (ácidos, peróxido de hidrógeno y bacteriocinas)

Todas estas ventajas no constituyen un daño para el hospedero.